# Європейський маршрут E762
Європейський маршрут E762 — європейський автомобільний маршрут від Сараєво, Боснія і Герцеговина, до Тирани, Албанія, загальною протяжністю близько 300 км. Проходить через східну частину Боснії, Чорногорії і Албанії.

## Маршрут
E 762 проходить через такі міста:
- Боснія і Герцеговина
  - E761 Сараєво
- Чорногорія
  - E65, E80 Никшич
  - Подгориця
  - Тузі
- Албанія
  - Шкодер
  - Тирана